# Coleophora arenbergerella
Coleophora arenbergerella is een vlinder uit de familie kokermotten (Coleophoridae). De wetenschappelijke naam is voor het eerst geldig gepubliceerd in 1985 door Baldizzone.
De soort komt voor in Europa.